# Jennifer Martin
Jennifer Martin (Wellington, ...) è una farmacologa, medico e docente universitaria australiana, specializzata in farmacologia clinica.
È titolare del Dipartimento di Farmacologia Clinica presso la Scuola di medicina e salute pubblica dell'Università di Newcastle, direttrice dell'Australian Centre for Cannabinoid Clinical and Research Excellence (ACRE) finanziato dall'NHMRC, nonché membro dell'Australian Academy of Health and Medical Sciences (Accademia australiana di scienze della salute e mediche).  Martin è anche caporedattrice della rivista accademica Pharmacology Research & Perspectives. Martin traduce la ricerca in pratica e politica. La sua ricerca riguarda lo studio dei farmaci terapeutici, dalla progettazione e sviluppo dei farmaci, agli studi clinici e agli studi per indagare le prestazioni dei nuovi farmaci nella popolazione generale.
I ruoli di governance includono quelo di presidente eletto del RACP (Royal Australian College of Physicians) e, da maggio 2024, presidente; membro del consiglio dell'Università di Newcastle e del consiglio dell'AICD (Australian Institute of Clinical and Diagnostic Medicine).

## Biografia

### Primi anni
La dottoressa Jennifer Martin è cresciuta a Wellington, in Nuova Zelanda, dove ha coltivato il suo precoce interesse per la medicina, nato dalla sua passione per lo sport, nella speranza di diventare un giorno il medico che avrebbe accompagnato la squadra olimpica neozelandese.
Dopo aver studiato medicina all'Università di Otago, nel 1993 si è trasferita nel Regno Unito per motivi di lavoro e studio, per poi tornare in Nuova Zelanda e specializzarsi in farmacologia e medicina interna. Nel 2000 si è trasferita a Melbourne per conseguire un dottorato di ricerca in medicina.

### Carriera
Jennifer Martin ha studiato protezione individuale ed economia sanitaria all'Università di Oxford grazie a una borsa di studio intitolata in onore di Cecil Rhodes. Ha conseguito la laurea in Medicina e Chirurgia presso l'Università di Otago e il dottorato di ricerca presso l'Università di Monash nel 2005, esaminando l'immunità congenita e la fisiopatologia dell'insufficienza cardiaca nelle persone con diabete di tipo 2. Il suo lavoro post-dottorato ha studiato la funzione dei macrofagi in una dieta ricca di grassi presso il Walter and Eliza Hall Institute.
Dopo gli studi post-dottorato, la dottoressa Martin è diventata direttrice della Southside Clinical School presso l'Università del Queensland, dove ha partecipato alla revisione dei programmi di studio di medicina per ampliare le esperienze degli studenti di medicina nel campo dell'assistenza sanitaria. Nel 2013, ha assunto la posizione apicale di presidente del Dipartimento di Farmacologia Clinica presso l'Università di Newcastle.
Nel 2020 è stata eletta membro dell'Accademia australiana delle scienze mediche e della salute. Nello stesso anno ha pubblicato un rapporto sugli studi clinici condotti in Australia sull'uso di farmaci sempre più legali a base di cannabis. Il rapporto fornisce consigli sull'etica e sulla sicurezza dei pazienti.
Martin si è dimessa dal ruolo di consigliere eletto dal personale del consiglio dell'Università di Newcastle nel giugno 2021 per protestare contro la nomina a cancelliere di Mark Vaile, presidente della Whitehaven Coal.
Vaile non ha assunto il ruolo di cancelliere e Martin è stata rieletta nel consiglio dell'università nell'ottobre 2021.